# Сафаралиева, Койкеб Камиль кызы
Ковкеб Камиль кызы Сафаралиева (азерб. Kövkəb Kamil qızı Səfərəliyeva; 3 января 1907, Баку — 27 июня 1985, Баку) — советская и азербайджанская пианистка и музыкальный педагог. Народная артистка Азербайджанской ССР (1972).

## Биография
Родилась 3 января 1907 года в семье служащего в городе Баку Бакинской губернии. Начала обучаться музыке в восьмилетнем возрасте у Елены Артемьевны Доброхотовой.
В 1915 году поступила в восьмилетнюю общеобразовательную школу имени Мариинского. С 1916 по 1926 год обучалась в музыкальном техникуме. В 1932 году окончила фортепианный отдел Азербайджанской Государственной Консерватории по классу Г. Г. Шароева.
Начала трудовую деятельность в 1926 году концертмейстером Театрального техникума. С начала 1930-х годов — пианист Бакинского Рабочего Театра (ныне Русский Драматический театр имени С.Вургуна). Позже — концертмейстер Бакинского Оперного Театра. Последние годы работала научным консультантом Азербайджанской государственной консерватории.
Начинает педагогическую деятельность в 1926 году в Тюркской женской семинарии, где знакомится с Узеиром Гаджибековым. В 1937 году основала Музыкальную школу при Азербайджанской Государственной Консерватории (ныне музыкальная школа имени Бюльбюля). С 1938 по 1952 год — директор данной школы.
С 1950 по 1954 год — депутат Верховного Совета СССР 3-го созыва. 
Автор ряда научно-методических пособий, статей о музыке и многих музыкальных произведений.
Скончалась 27 июня 1985 года.

## Награды и звания
- 1940 — Заслуженный деятель искусств Азербайджанской ССР
- 1952 — Профессор Азербайджанской Государственной Консерватории
- 1972 — Народная артистка Азербайджанской ССР
- Орден «Знак Почёта»

## Память
- В честь Сафаралиевой названа улица в Насиминском районе Баку[5].